# Фальцарего
Фальцарего (итал. Falzarego) — горный перевал в Доломитовых Альпах в итальянской области Венеция.

## Описание
Перевал в Доломитовых Альпах на высоте 2105 м, имеющий большое туристическое значение: пересекаемый дорогой Доломитовых Альп, он соединяет долину реки Боите (Кортина-д'Ампеццо) с верхней долиной Кордеволе.

## Спорт

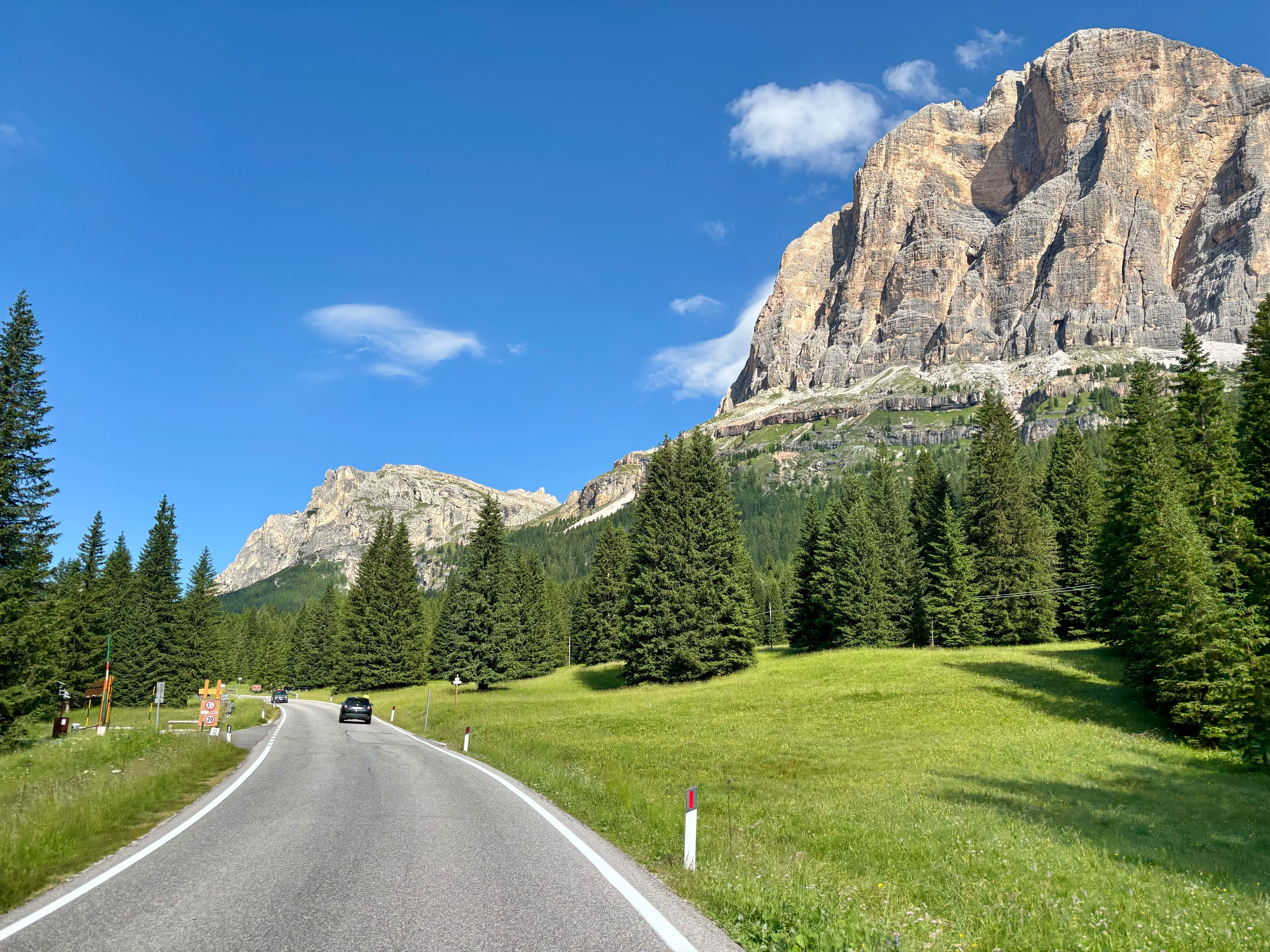
Восточный спуск перевала Фальцарего

Перевал иногда включается в программу гонки Джиро д’Италия.